# Liberális Demokrata Párt (Szerbia)
A Liberális Demokrata Párt (szerbül Либерално-демократска партија / Liberalno-demokratska partija, LDP) egy liberális politikai párt Szerbiában. Vezetője Čedomir Jovanović, a Demokrata Párt, illetve a szerb kormány korábbi alelnöke. A Demokrata Párton belül alakított Liberális Demokrata Frakcióból jött létre 2005. november 5-én, Belgrádban, az Ifjúsági Otthonban megtartott alapító nagygyűlésen.
2007-ben, a Szerbiai Polgári Szövetség beolvadásával, e párt elnöke, Nataša Mićić, az LDP alelnöke, Vesna Pešić pedig a párt Politikai Bizottságának elnöke lett. A Čedomir Jovanovićtyal szembeni politikai és személyes nézeteltérések miatt Pešić 2011-ben kilépett a párt frakciójából és önálló képviselőként tevékenykedett a 2012-es választásokig.

## Választási eredmények
| Választás | Szavazatok száma | Szavazatok aránya | Mandátumok száma | Mandátumok aránya | Parlamenti szerepe |
| --------- | ---------------- | ----------------- | ---------------- | ----------------- | ------------------ |
| 2007-es   | 214 262          | 5,31%             | 6                | 2,40%             | ellenzék           |
| 2008-as   | 216 902          | 5,24%             | 11               | 4,40%             | ellenzék           |
| 2012-es   | 255 546          | 6,53%             | 12               | 4,80%             | ellenzék           |
| 2014-es   | 120 879          | 3,36%             | 0                | 0%                | nem jutott be      |
| 2016-os   | 189 564          | 5,02%             | 4                | 1,60%             | ellenzék           |
| 2020-as1  | 10 158           | 0,33%             | 0                | 0%                | nem jutott be      |
| 2022-es   | –                | –                 | 0                | 0%                | nem indult         |

1 a Koalíció a Békéért eredménye, melynek legnagyobb ereje a Liberális Demokrata Párt

## Külső hivatkozások
- A párt hivatalos honlapja